# Долотов, Александр Иванович
Александр Иванович Долотов (1843, Костромская губерния — 26 мая (7 июня) 1878, Санкт-Петербург) — архитектор, художник-рисовальщик, карикатурист, литограф, редактор и издатель первого в России повременного архитектурного альбома.

## Биография
Происходил из государственных крестьян Костромской губернии, межевой ученик Костромской палаты государственных имуществ. Благодаря попечению академика, профессора живописи Фёдора Григорьевича Солцева, который с 24 февраля (8 марта) 1858 года, по предложению министра государственных имуществ М. Н. Муравьева, принял на себя попечительские обязанности о художниках из крестьянского сословия, поступавших учиться в Императорскую Академию художеств, высочайшим повелением от 6 (18) июля 1859 года, определён, за казённый счет, в школу живописи при Императорской Академии художеств: «Государь Император, по всеподданнейшему докладу г. управляющего министерством государственных имуществ, в 6 день минувшего июля, во Всемилостивейшем внимании к оказанным успехам в живописи состоящим при землемере Костромской палаты государственных имуществ межевым учеником, шестнадцатилетним государственным крестьянином Александром Долотовым, написавшим масляными красками две картины, Высочайше повелеть соизволил определить означенного крестьянина в школу живописи при Императорской академии художеств, с отнесением потребных на то издержек на счет хозяйственного капитала министерства государственных имуществ»
С 1864 года — действительный ученик Академии художеств, по классу академика и профессора архитектуры М. А. Макарова. За курс 1864/1865 академического года награждён малой серебряной медалью академии за «проект каменной сельской православной церкви на 150 прихожан», что давало право на получение звания неклассного, или свободного художника. По-видимому, речь идёт о проекте новой каменной церкви прихода села Петрово и села Тимонино, с семью деревнями и пятнадцатью пустошами, Порховского уезда, Псковской губернии, недвижимого имения псковского помещика, командира 3-й бригады 19-й пехотной дивизии, генерал-майора (12.12.1823) Алексея Петровича Бибикова, строительство которой в октябре 1864 г. было начато А. И. Долотовым, продолжено архитектором Н. Д. Федюшкиным и в 1865 строительство довершил архитектор И. С. Богомолов. По другим сведениям — церковь во имя св. Архангела Михаила с приделом св. Иоанна Предтечи, построенная в 1863—1873 гг. в дер. Вышегороде, Порховского уезда (ныне — Дедовичский р-н Псковской обл.), того же прихода и тех же архитекторов. За курс 1865/1866 академического года награждён большой серебряной медалью академии за «Проект дома для помещения в нём женской гимназии на 600 человек приходящих». Большая серебряная медаль давала право на получение звания классного художника архитектуры 3 степени, что соответствовало гражданскому чину XIV класса (коллежского регистратора) Табели о рангах при поступлении на государственную службу. Однако, архитектор А. И. Долотов классного чина не имел и чиновником не служил.
Согласно адресным книгам С.-Петербурга, в звании архитектора в 1867—1868 гг. жил в доходном доме по наб. р. Фонтанки, в д. № 26 (наб. р. Фонтанки, 26 / ул. Моховая, 41), кв. № 39, 1-го участка Литейной части, прежде известного как Дом Мижуева — Дом С.-Петербургской управы благочиния, а в то время — дом помещика, чиновника для особых поручений VI класса (1.09.1867) Министерства финансов, статского советника (12.10.1869) Александра Андреевича Малыгина, в 1870-х гг. — члена С.-Петербургского собрания сельских хозяев.

### Издатель
С 1868 по 1874 год в С.-Петербурге А. И. Долотов издавал ежемесячный «Художественно-архитектурный альбом». Это был журнал произведений архитекторов, инженеров и художников, первоначальная программа которого предполагала издание 24 тетрадей в год, с публикацией проектов построенных и планировавшихся к постройке сооружений, и архитектурно-художественных предметов. «Художественно-архитектурный альбом» официально было разрешено издавать с 10 (22) декабря 1868 года двум издателям-редакторам — художнику (!) А. Долотову и некоему дворянину П. Дмитриеву. Однако, известно, что не позднее июня 1868 г. уже было издано четыре выпуска альбома, разосланных в редакции периодических изданий, о чём столичные газеты информировали своих читателей, и в том же — 1868 г., А. И. Долотов стал единственным издателем-редактором.
Альбом Долотова представлял собой объединение двух типов архитектурных периодических изданий, существовавших в то время — изобразительных и текстовых. Долотов рассматривал своё издание как продолжение традиций знаменитого «Русского художественного листка» В. Ф. Тимма, и малоизвестного «Архитектурного вестника» А. Т. Жуковского, издававшегося с 1859 по 1861 год. На протяжении десяти лет после прекращения «Архитектурного вестника» в России не было специального периодического издания, посвященного архитектуре. Однако, Долотов предпринял издание, не похожее на предыдущие. Он стал выпускать не чисто архитектурное, а архитектурно-гуманитарное издание, по типу архитектурного альбома, что отличает его журнал от более ранних и более поздних периодических изданий по вопросам строительства: сборников технических чертежей с экспликациями («Практическая сельская архитектура», «Сельский архитектор»), сборников архитектурных рисунков, текстовых изданий, или архитектурных журналов-альманахов («Сельский строитель», «Зодчий», «Строитель»), архитектурных журналов-хроник («Неделя строителя») и др.
Журнал Долотова, очевидно, в силу финансово-организационных причин, издавался нерегулярно, выходил также под названиями «Русский художественный и архитектурный альбом» и «Художественно-архитектурный альбом рисунков и чертежей проектированных и построенных храмов, общественных и доходных домов с планами и украшениями, дачных, сельских и садовых строений с резьбой в русском стиле». С 1870 года Долотов предполагал, дополнительно к альбому, ежемесячно издавать приложение — «Листок сведений техники, изданий и искусств» («Листок искусств»). Программа «Листка искусств», выпускавшегося на 12 стр., предусматривала публикацию технических статей по строительству. Однако, были изданы только два номера, за январь-февраль 1870 г. (выпуски не нумеровались, а только датировались годом и месяцем). С этим изданием — «Листок искусств», А. И. Долотов принял участие в XIV Всероссийской мануфактурной выставке 1870 года, проходившей в С.-Петербурге, по разделу № 7 (предметы по части учебной и художественной, в применении к промышленности; учебные пособия), классу № 39 (типографии и литографии).
С 1872 по 1874 год журнал выходил под общим названием «Архитектурный альбом. Сборник общеполезных сведений до части техники, ремесел, изделий и искусств». Программа альбома-сборника была практически такой же, как и в предыдущие годы. В объявлениях о подписке на сборник-альбом говорилось, что он издается для строителей, землевладельцев, фабрикантов чугунно-литейных заводов, мастеров серебряных, бронзовых, мраморных и мебельных дел, любителей и лиц, занимающихся искусствами.
Архитектурный альбом-сборник выходил ежемесячно, на 8 листах, по следующей программе:
- на 1-й и 2-й страницах — деревянные дачи, сельские и садовые постройки, с планами и подробными чертежами, преимущественно в русском стиле;
- на 3-й и 4-й страницах — городские и загородные здания, «замечательные по красоте и удобствам, построенные в России и заграницей, планы оных и отдельные части»;
- на 5-й и 6-й страницах — декорации фасадов и комнат; мебель, паркет и иконостасы, рамы и т. п.; изделия металлические; церковная утварь, посуда, предметы для покоев, построек, решетки балконов и лестниц;
- на 7-й и 8-й страницах — скульптура из мрамора, гипса, фарфора и т. д., мозаики, плафоны и арабески; орнаменты всех стран и шифры.

В текстовой части помещались «переводные статьи из иностранных журналов о технике и искусствах вообще; обзор зданий и выставок; практические сведения, изложенные общепонятно для каждого незнающего строительного дела: о строительных работах, об употреблении количества материала в работе, о качестве оного и приемке, об устройстве стен, сводов, полов, стропил, отхожих мест, вентиляций, печей для отопления и обжигания кирпича, устройство мостовых и водопроводов, мельниц по английской, американской и другим системам, ферм, плотин, глинобитных строений; сведения о естественных и искусственных строительных материалах; о рубке и сохранении леса, о твердых камнях, кирпиче и растворах, о цементах и бетонах, о предохранении камня от порчи и т. д.; сведения о конкурсах и подрядах». Подписчикам альбома были обещаны «фотографии и рисунки лучших произведений искусств, а также и чертежи в натуральную величину украшений и резьбы, всего до 12-ти в год».
«Архитектурный альбом» А. И. Долотов издавал в собственной литографии, которая, по-видимому им арендовалась, по крайней мере, до 1874 г. включительно. Кроме литографии, редакция имела «свою фотографию» и «познакомилась со многими заграничными издателями и библиотеками, приобретя чрез это для сборника большое количество снимков с замечательных произведений, а также проектов, рисунков и чертежей лучших техников и художников»
Редакция «Архитектурного альбома» с 1872 по 1874 г. находилась по адресу: Невский пр-т, 96 / ул. Надеждинская, 1, в доходном доме купца П. Д. Яковлева, построенном в 1871—1872 гг. учителем Долотова — архитектором А. М. Макаровым; вход с Невского пр-та, кв. № 19; здесь же жил и издатель. Подписка также принималась в конторах редакции при художественно-картинных магазинах Иосифа-Христофора Дациаро (сына): в С.-Петербурге — в доме наследников купца Ш. Е. Греффа, 1-й уч. Адмиралтейской ч., Невский пр-т, 1 / Адмиралтейская пл., 4; в Москве — на Кузнецком мосту, в д. № 7. Здесь же — в редакции «Архитектурного альбома» на Невском, А. И. Долотов принимал заказы на «исполнение проектов чертежей и рисунков по всем вышеупомянутым предметам». Наличие контор в С.-Петербурге и в Москве, по-видимому, было связано с желанием Долотова привлечь к сотрудничеству архитекторов — членов Московского архитектурного общества, учреждённого в 1867 г., и С.-Петербургского архитектурного общества, учреждённого в 1871 г.
С 1868 по 1872 г. редакция «Художественно-архитектурного альбома» находилась в том же доме — наследников купца Ш. Е. Греффа, (Невский пр-т, 1 / Адмиралтейская пл., 4), кв. № 7, где жил издатель. По сведениям рекламных объявлений, подписка также принималась в художественно-эстампном и книжном магазине купца А.-А. Беггрова (Невский пр-т, № 4, дом Петра Гамбса), в знаменитом книжном магазине купца, известного городского и общественного деятеля Я. А. Исакова (Гостиный двор, № 24), в известном художественно-эстампном магазине с.-петербургского 3-й гильдии купца, комиссионера и поставщика Академии художеств Якова Риппа (1-я Адмиралтейская ч., 2-й кв., угол Невского пр-та, № 13 / ул. Б. Морской, № 9, в доме наследников купцов братьев С.Ф. и Г. Ф. Чаплиных; ранее — магазин литографа и книготорговца, прусского подданного Роберта (Романа Яковлевича) Гиллиса; позднее — магазин австрийского поданного, с.-петербургского 2-й гильдии временного купца Феликса Аванцо). По другим сведениям, речь идёт о художественном магазине Риппа на Васильевском о-ве (Васильевская ч., 1-й кв., угол 4-й линии и Большого проспекта В. О., д. № 12, Литейный двор Академии художеств) — итальянского художника, австрийского (венского) подданного и купца, комиссионера и поставщика Императорской Академии художеств, содержавшего магазин художественных принадлежностей и красок, прежде содержавшийся Паоло (Паскалем) Довициелли, владельцем римской фирмы художественных принадлежностей и краскотерным мастером, одного из известных подрядчиков строительства Исаакиевского собора, торговавшего холстами, красками, художественными принадлежностями и инструментами, являвшегося поставщиком Академии художеств. Его же — Риппа, бывшего доверенным лицом скончавшегося Довициелли, лавка по торговле всякими красками, находилась в здании Академии художеств. Тогда же — в первые годы издания «Художественно-архитектурного альбома», подписка принималась на постоянной художественной выставке Императорского общества поощрения художников (ул. Б. Морская, 38 / наб. р. Мойки, 83).
А. И. Долотов опубликовал работы многих архитекторов: А. Л. Гуна, В. А. Шрётера, А. М. Горностаева, К. К. Рахау, А. А. Парланда, Н. В. Набокова, Ф. И. Нестерова, Б. Б. Гейденрейха, Феофилакта Михайловича Павлова, К. К. Штельба — и др., а также несколько собственных архитектурных проектов. Образцы таких строительных сооружений, как ограды, ворота с калитками, надворные постройки и др., опубликованные в журнале Долотова, широко использовались при строительстве домов в провинции.
Как художник-иллюстратор и карикатурист, в 1863—1864 гг. он некоторое время сотрудничал в с.-петербургском юмористическом журнале «Заноза»; на рубеже 1860-х-1870-х гг. сотрудничал в журнале «Всемирная Иллюстрация»: в частности, он иллюстрировал новое здание С.-Петербургского коммерческого училища. Прошения об издании юмористических журналов «Смех для всех» (1872) и «Шутник» (1872), остались без удовлетворения. В те же годы он рисовал и своим иждивением издал небольшой художественный альбом из четырёх литографированных шаржей на русских литераторов — А. Н. Островского, М. Е. Салтыкова-Щедрина, Н. А. Некрасова и А. А. Краевского:
- Галерея русских деятелей. Вып. 1-й / Рис. А. Долотов. — СПб., 1869.

Карикатура, изображающая Салтыкова с географической картой г. Глупова, иносказательно иллюстрировала образ всей крепостнической, помещичьей и чиновничьей России. Островский высмеивал купечество. Некрасов издавал авторитетный журнал «Отечественные записки» на деньги, которые «зарабатывал» карточной игрой. С Краевским, издававшим популярную столичную газету «Голос», одним из немногих разбогатевших на журналистике, Долотова связывали деловые отношения. На протяжении 1868—1869 гг. он бесплатно посылал в редакцию «Голоса» выпуски своего журнала, а газета печатала библиографические заметки, в которых информировала своих читателей о программе, выходе и содержании очередных номеров архитектурного альбома. Эти заметки-рецензии, являвшиеся, по содержанию, рекламными статьями, размещались в колонках петербургской хроники.
Отзывы об издании Долотова, в отличие от публиковавшихся газетой «Голос», были неоднозначными. Отрицательный отзыв о «Русском художественном и архитектурном альбоме» появился в журнале «Всемирная Иллюстрация». Приветствуя сам факт появления нового иллюстрированного издания, которое могло бы принести огромную пользу, в рецензии отмечались: устаревшая программа журнала, ориентированная на продолжение традиций «Русского художественного листка» В. Ф. Тимма; плохое исполнение рисунков, качественно уступавших изданию Тимма; невнятность текстов; архитектурная часть — самая слабая в журнале, что вызывало удивление, поскольку сам Долотов — архитектор; издатель, перепечатав биографический очерк из издания «Материалы для истории художеств в России», недвусмысленно обвинялся в нарушении авторских прав и плагиате; лучшим в новом издании, как отмечал рецензент, был его оберточный листок. Рецензия была опубликована в то время, когда Долотов сотрудничал с журналом «Всемирная Иллюстрация» в качестве художника-иллюстратора.
В феврале того же — 1870 г., отрицательная рецензия, написанная в привычном жанре едкой сатиры, появилась в популярном журнале «Искра». Оставив за скобками художественно-архитектурную часть, рецензент высмеивал безграмотность издателя и авторский коллектив, сотрудничавший с журналом:
- «ради Создателя, перенесите в Киев и издание „Русского Художественного и Архитектурного альбома“, который обещает выходить ежемесячно в „изящной обвертке“ и уверяет, что известные русские художники предприняли свое сотрудничество (vas ist das?) в альбоме с литераторами Л. Панютиным (разве есть такой литератор?), И. Горбуновым, Сле(ѣ)пцовым и В. Якоби (??). Ради Создателя, не оставляйте же, господа, в Петербурге этого органа и его издателя-редактора А. Долотова. Пусть там.

```
                   Под Киевом, где Днепр широкий
                   В крутых брегах бежит, шумит,
                   Где содержал Фон-Юнк когда-то
                   Безграмотный, журнальный скит,
                   Пусть там курьезное изданье
                   Художник Долотов ведет
                   И весь секрет правописанья
                   Постигнет лет через… пятьсот…
```

Петербургу же довольно и одного курьезного иллюстрированного издания под названием „Художественный автограф“, где мы рискуем встретить подписи в таком роде: „Етюд. Сцена с натуры. Береза на реке“. „Рамео и Юрияя; сужет исшекспира“ и пр.»
«Архитектурный альбом» Долотова, несмотря на стремление популяризации архитектуры, не стал доступным, прежде всего — по цене, иллюстрированным изданием. Требовались значительные организационные, технические, издательские работы и финансовые средства, которые были не под силу частному лицу. Авторский коллектив, как таковой, отсутствовал. Альбом не был востребован в профессиональном сообществе архитекторов: он не был техническим изданием и не ставил научных задач — изучение произведений архитектуры, инженерного искусства и строительной техники. Низкое качество печати вызывало недовольство архитекторов, чьи проекты зачастую воспроизводились без согласия авторов. С 1872 г. стал выпускаться ежемесячный архитектурный журнал-альманах «Зодчий», посвященный специально архитектурно-техническим вопросам, издаваемый С.-Петербургским обществом архитекторов. Одновременно с «Зодчим», членами С.-Петербургского общества архитекторов в 1873 г. стал выпускаться журнал-альбом «Мотивы русской архитектуры», в 1875 г. — журнал-альбом «Эскизы архитектуры и художественной промышленности». «Архитектурный альбом» Долотова утратил свою актуальность и в 1874 г. был прекращен.

### Архитектор
Прекратив издание «Архитектурного альбома», с середины 1870-х гг. А. И. Долотов работал исключительно как столичный архитектор. По его проектам в С.-Петербурге было построено и перестроено более десятка зданий и сооружений, по большей части — доходных домов и хозяйственных построек. Некоторые из этих домов, с переделками, сохранились до настоящего времени. По-видимому, некоторая часть построек была возведена однофамильцем — архитектором В. П. Долотовым, который учился в Академии художеств одновременно с А. И. Долотовым и работал в С.-Петербурге в те же — семидесятые годы XIX в. В. П. Долотов окончил Академию художеств немногим позже — в 1868 г., со званием неклассного художника архитектуры, то есть без права на классный чин. В собрании II отделения (ремесленных и фабричных производств) Императорского Вольного экономического общества от 12 (24) декабря 1867 года, архитектор (!) В. П. Долотов был предложен к избранию в члены-сотрудники общества, в следующем собрании второго отделения избран, и состоял в том звании на 1.01.1899 г. Тогда же — в 1868 г., начал служить чертёжником при Главном штабе, в здании которого и жил на казённой квартире. Однако, впоследствии, не состоя на государственной службе и исполняя должность помощника смотрителя здания Главного штаба, высочайше награждён классным чином, затем определён на государственную службу, по военному ведомству, и дослужился до коллежского асессора. О начальном периоде его градостроительной деятельности в С.-Петербурге известно ещё меньше, чем о деятельности А. И. Долотова. В 1880-х-1890-х гг. был известен как архитектор военного ведомства и историк здания Главного штаба. Однако, официальная должность В. П. Долотова была прежней — и. д. помощника смотрителя здания Главного штаба. Состоял корреспондентом журнала «Русская старина», в котором опубликовал исторический очерк о здании Главного штаба. Под его руководством проведены некоторые строительные и фасадные работы в Главном штабе, в частности, в домовой церкви Генерального и Главного штаба, освященной 10 (22) февраля 1890 года. Был избран действительным членом С.-Петербургского общества архитекторов; в декабре 1892 г. участвовал в первом съезде русских зодчих, проходившим в здании Академии художеств.
Архитектурные проекты (перестройка, надстройка, постройка) А. И. Долотова в С.-Петербурге второй половины 1870-х гг.:
- Доходный угловой дом. — Литейная ч., 3-й кв., ул. Знаменская, 17 / Гусев пер., 2: ныне — ул. Восстания, 15-15А / пер. Ульяны Громовой, 2-2А;
- Доходный дом. — Литейная ч., 3-й кв., ул. Фурштатская, 44: ныне — ул. Фурштатская, 44;
- Доходный дом. — Литейная ч., 2-й кв., Эртелев пер., 15: ныне — ул. Чехова, 11;
- Доходный угловой дом. — Литейная ч., 3-й кв., ул. Преображенская и ул. Бассейная, № 31 и 43[31]: ныне — ул. Радищева, 23-25 / ул. Некрасова, 39;
- Деревянный одноэтажный жилой флигель. — Васильевская ч., 2-й кв., Малый проспект, № 9[32]: ныне — Малый пр., В. О., д. 9. По-видимому, именно в этом деревянном лицевом жилом флигеле, построенном Долотовым, в 1898 г. снимал трехкомнатную квартиру штабс-капитан Л. Г. Корнилов[33]; возможно, архитектор — В. П. Долотов;
- Жилой дом. — Выборгская ч., Охтенский участок, ул. Панфиловой, № 103[34]: ныне — ул. Панфилова, дачи;
- Постройка деревянного, засыпанного землей, ледника и над оным беседки. — Петербургская ч., 2-й кв., Офицерский пер., № 5[34]: ныне — ул. Красного Курсанта, 10Б;
- Доходный дом. — Рождественская ч., 1-й кв., 5-я Рождественская ул., № 5[35]: ныне — ул. 5-я Советская, д. 5;
- Доходный дом. — Московская ч., 2-й кв., ул. Николаевская, № 33[32]: ныне — ул. Марата, д. 33. По другим сведениям, архитектор — В. П. Долотов;
- Жилой дом. — Выборгская ч., 2-й кв., Ловизский пер., № 5[36]: ныне — Ловизский пер., д. 5;
- Доходный дом. — Петербургская ч., 3-й кв., ул. Б. Пушкарская, № 55 / ул. Кронверкская, № 15[37]: ныне — ул. Б. Пушкарская, 37 / ул. Кронверкская, 29;
- Доходный дом. — Литейная ч., 3-й кв., ул. Спасская, № 13-14[32]: ныне — Манежный пер., 15-17 (левая часть) и ул. Рылеева, 16;
- Постройка каменного, 2-этажного, с мезонином, лицевого дома и возведение каменных же, надворных, нежилых строений для хлебных амбаров и для службы; устройство деревянной помойной ямы и прокладка по двору подземных труб, с устройством при них форменных колодцев. — Рождественская ч., 2-й кв., набережная р. Большой Невы, № 29[38]: ныне — Синопская наб., № 66. Особняк и хлебные амбары кн. И. Г. Грузинского — Общественно-деловой центр.